# 张崇文
张崇文（1906年12月—1995年9月）（曾化名马鸣皋、王日清），浙江临海人，中国人民解放军将领、中国人民解放军开国少将。
曾任总高级步兵学校政治部副主任。1955年，授予中国人民解放军少将。
因张崇文夫妇未生育子女，上将钟期光凌奔夫妻在生下第三女时即送给张崇文夫妇（取名为张小庆）。